# Pantherodes olivacea
Pantherodes olivacea är en fjärilsart som beskrevs av Thierry-mieg 1916. Pantherodes olivacea ingår i släktet Pantherodes och familjen mätare. Inga underarter finns listade i Catalogue of Life.